# Pioneer P-3

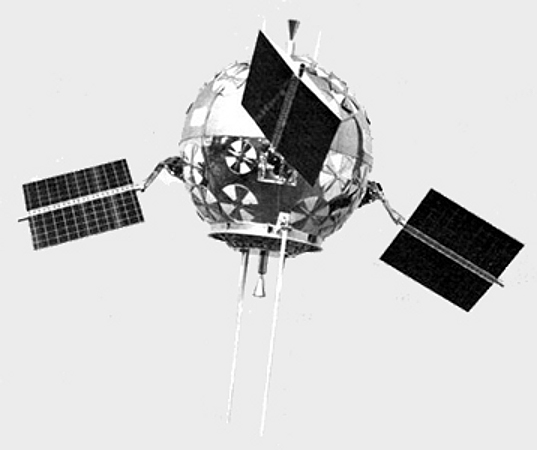
O Pioneer P-3.

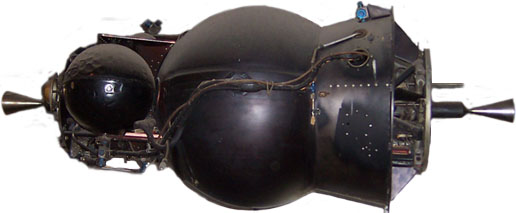
O Able IV, primeiro "motor espacial".

A Pioneer P-3, também conhecida como Atlas-Able 4, ou ainda Pioneer X, foi uma sonda espacial, em formato de esfera com um metro de diâmetro, estabilizada por rotação, de origem Norte americana.
Essa missão, era uma reedição da P-1, que havia falhado anteriormente. A mesma sonda, era equipada com um módulo de propulsão, que seria o primeiro sistema de propulsão autônomo enviado ao espaço pelos Estados Unidos. Seria capaz de ser acionado a uma longa distância no espaço permitindo manobrar a sonda remotamente.
Foi lançada em 26 de Novembro de 1959, a partir do Centro de lançamento de Cabo Canaveral, usando como lançador  o foguete Atlas-Able.
A missão Pioneer P-3, não teve sucesso. Apenas 45 segundos após o lançamento, o invólucro de fibra de vidro que protegia a carga útil se rompeu, expondo a carga útil e o terceiro estágio a cargas aerodinâmicas críticas. A comunicação com os estágios superiores foi perdida 104 segundos após o lançamento.